# Center for Inquiry

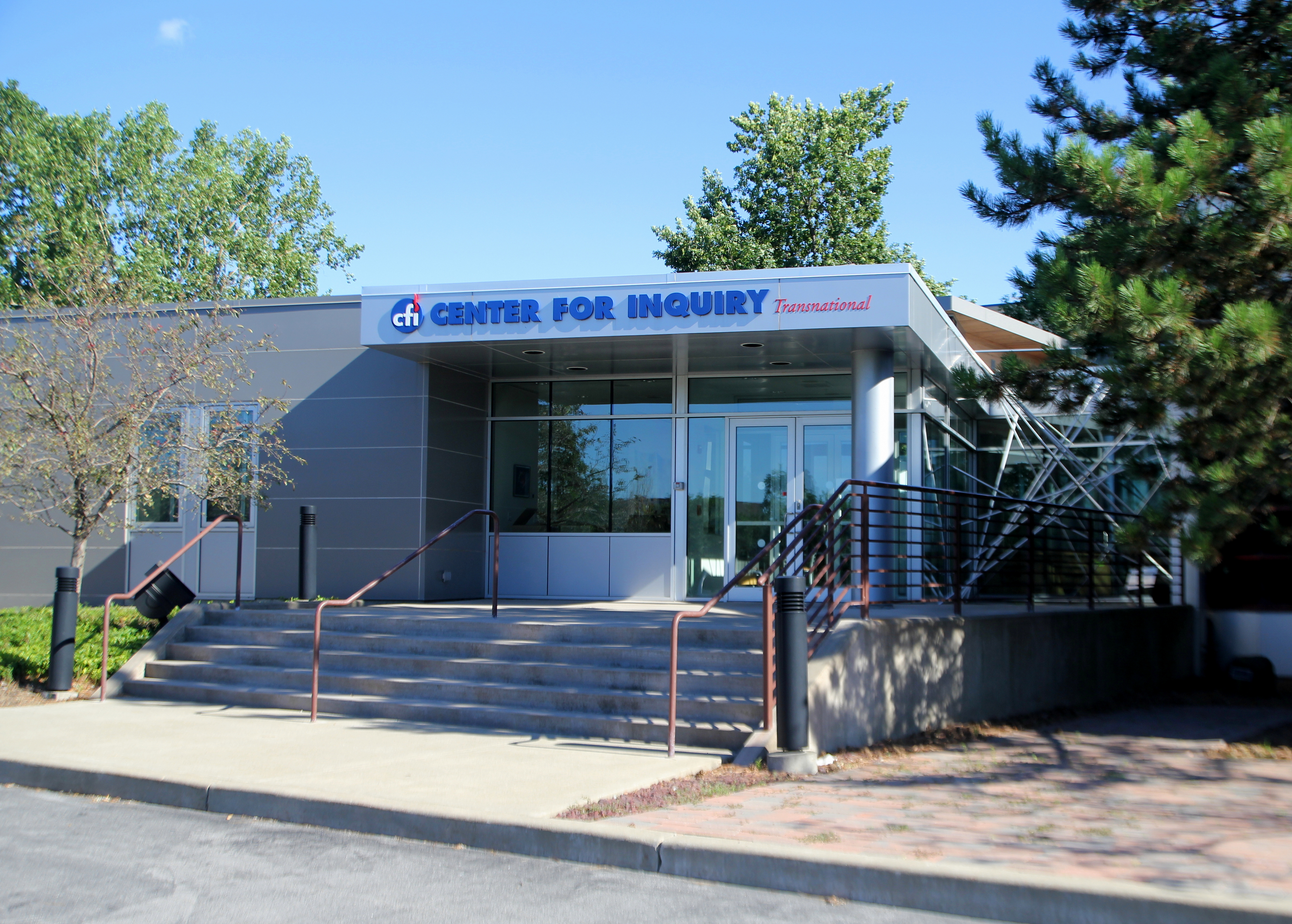
Ingresso del Center For Inquiry Transnational

Il Center for Inquiry (Centro per Inchieste) è una organizzazione d'istruzione senza fini di lucro. La sua missione principale è quella di favorire una società secolare basata sulla scienza, la ragione, la libertà di inchiesta e l'umanesimo.  La sede centrale dell'associazione si trova negli Stati Uniti, ma ha sedi in diverse località sparse per il mondo.
Il Center for Inquiry (CFI) è focalizzata su due aree tematiche principali:
- investigare affermazioni o rivendicazioni paranormali e di scienza di confine attraverso il Committee for Skeptical Inquiry
- religione, etica e la società attraverso il Council for Secular Humanism (Consiglio per l'umanesimo laico)

CFI promuove anche l'approccio scientifico applicato alla medicina e alla salute. L'organizzazione è stata descritta come un think-tank  ed è una organizzazione non governativa.
Nel gennaio 2016, la Richard Dawkins Foundation for Reason and Science ha annunciato la fusione con CFI, e che Robyn Blumner sarebbe stato l'amministratore delegato della nuova organizzazione.

## Storia

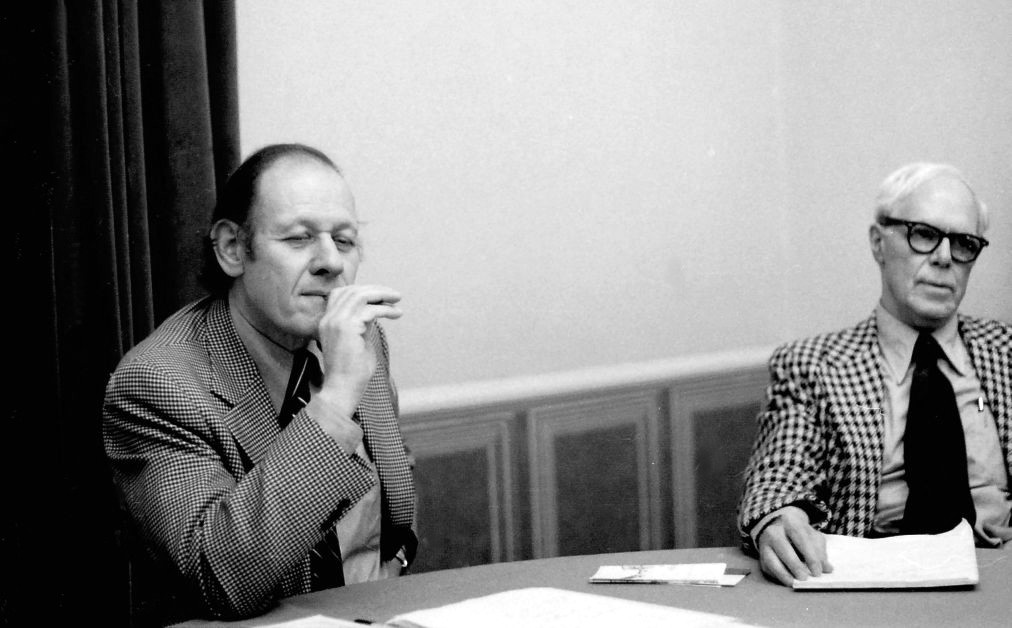
Paul Kurtz (a sinistra) e Martin Gardner alla riunione del consiglio esecutivo CSICOP nel 1979

Il Center for Inquiry è stato fondato nel 1991 dal filosofo e scrittore Paul Kurtz. Ha accorpato due organizzazioni: il Committee for the Scientific Investigation of Claims of the Paranormal(CSICOP) e il Council for Secular Humanism (CSH) che in precedenza stavano lavorando in tandem ma che ora erano formalmente riunite in un'unica organizzazione.

### Espansione

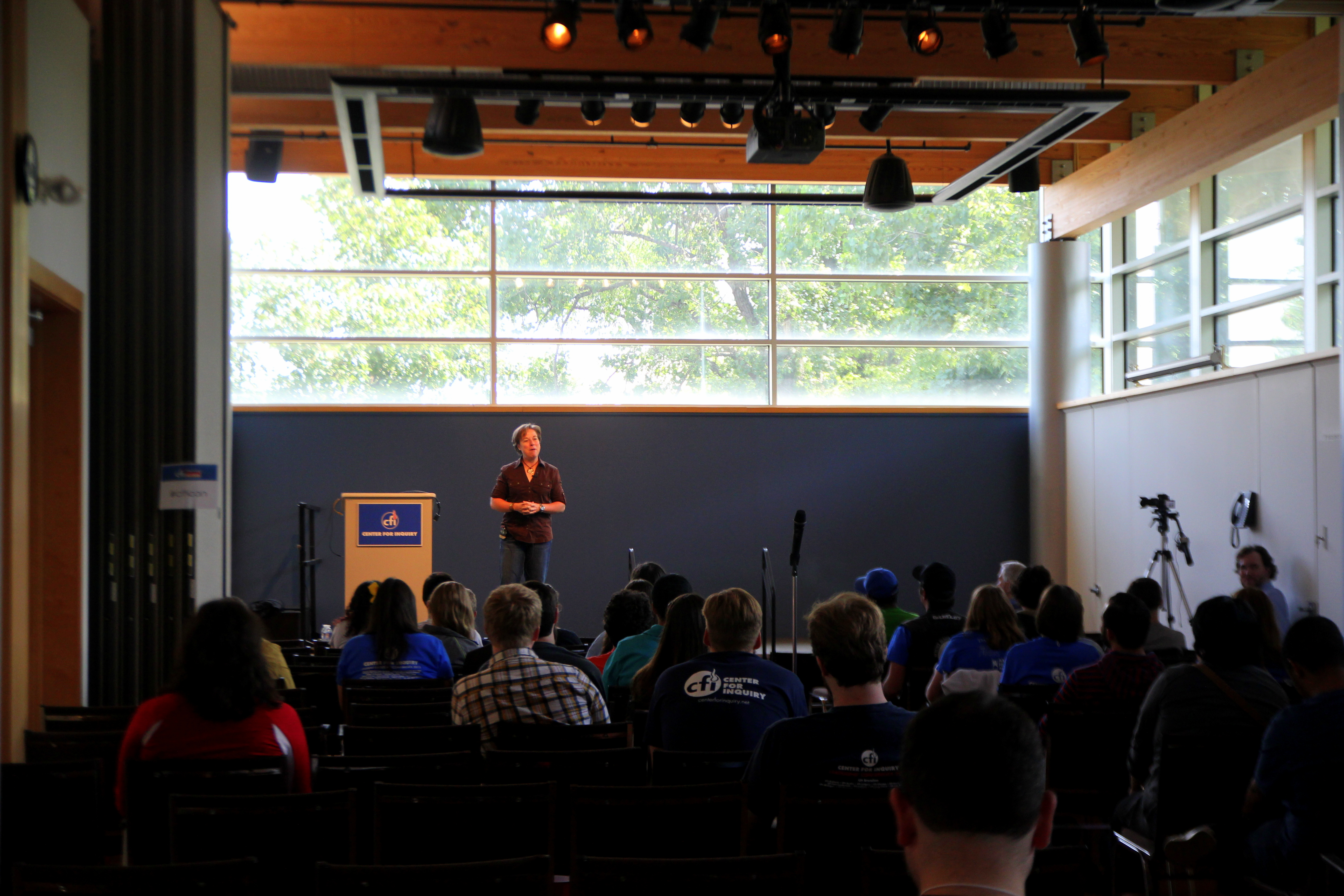
Sala conferenze CFI

Nel 1995 CFI si era trasferita nella nuova sede centrale a Amherst, New York e nel 1996 ha aperto la prima succursale a Los Angeles, CFI West ora chiamata CFI Los Angeles. Quello stesso anno, CFI ha fondato il Campus Freethought Allience (Campus alleanza del pensiero libero), organizzazioni studentesche dei college focalizzate sulle loro aree d'interesse.
Nel 1997 CFI ha iniziato la sua espansione internazionale attraverso un'associazione con l'Università statale di Mosca.
Tra il 2002 e il 2003 CFI ha aperto due nuove sedi nelle città di New York e Tampa, Florida; in aggiunta a questo, la sede CFI Los Angeles si è trasferita in un nuovo edificio a Hollywood, California. La sede si trova in Hollywood Boulevard, e include il teatro Steve Allen, dedicato all'ex-conduttore del Tonight Show e sostenitore CFI. Nel 2004, l'espansione del CFI negli Stati Uniti ha continuato con l'apertura di sedi in diverse città formando una rete di organizzazioni comunitarie chiamate CFI communities (Comunità CFI).
Nel 2005 alla sede centrale in Amherst è stata aggiunta una nuova ala dedicata alla ricerca. In aggiunta, a CFI era stato concesso uno speciale status consultivo con le Nazioni Unite durante lo stesso anno.
Ad iniziare dal 2006, CFI è stato in rapida espansione aprendo una serie di nuove sedi in Nord America e in tutto il mondo. Queste includono nuove Center for Inquiry a Toronto, Londra, Washington, Indianapolis, Grand Rapids e Austin. La sede a Washington è la sede centrale dell'Office of Public Policy che rappresenta gli interessi CFI nella capitale.
Le ex-organizzazioni affiliate Council for Secular Humanism e Committee for Skeptical Inquiry hanno cessato d'esistere come enti indipendenti e sono diventate programmi del Center for Inquiry dal gennaio 2015.
Nel gennaio 2016, CFI ha annunciato la fusione con la Richard Dawkins Foundation for Reason and Science e che Robyn Blumner sarebbe stato l'amministratore delegato della nuova organizzazione.

### Dimissioni del fondatore
Secondo Paul Kurtz, nel giugno 2009, aveva delle divergenze con il nuovo amministratore delegato Ronald Lindsay, ed ha perso il voto per la presidenza. Kurtz ha descritto la direzione di CFI sotto Lindsay come “ateismo arrabbiato” che era in contrasto con il suo approccio filosofico umanista affermativo. Secondo Ronald Lindsay, "Paul Kurtz si è dimesso spontaneamente dai suoi impegni con CFI e con tutti i suoi affiliati, inclusa la carica di redattore capo di Free Inquiry". Il comunicato del consiglio del Center for Inquiry del 2010 ringrazia Kurtz per “il suo servizio nei decenni” e sostiene che “Gran parte del successo di CFI è dovuto all'ispirazione e alla leadership di Paul Kurtz”. Il comunicato afferma che con l'incoraggiamento di Kurtz è stata cercata una nuova conduzione durante la fase di transizione prima che Kurtz lasciava definitivamente il posto da amministratore delegato. Secondo CFI, prima del 2010 il consiglio si è preoccupato con “la gestione ordinaria dell'organizzazione da parte di Kurtz.  A giugno del 2001, il consiglio di amministrazione ha nominato il Dott. Ronald A. Lindsay presidente e amministratore delegato; a giugno 2009, il consiglio ha eletto Richard Schroeder presidente del consiglio di amministrazione, e Kurtz presidente emerito.”
A maggio 2010, il consiglio di amministrazione ha accettato le dimissioni di Kurtz da CFI.

## Affermazioni paranormali

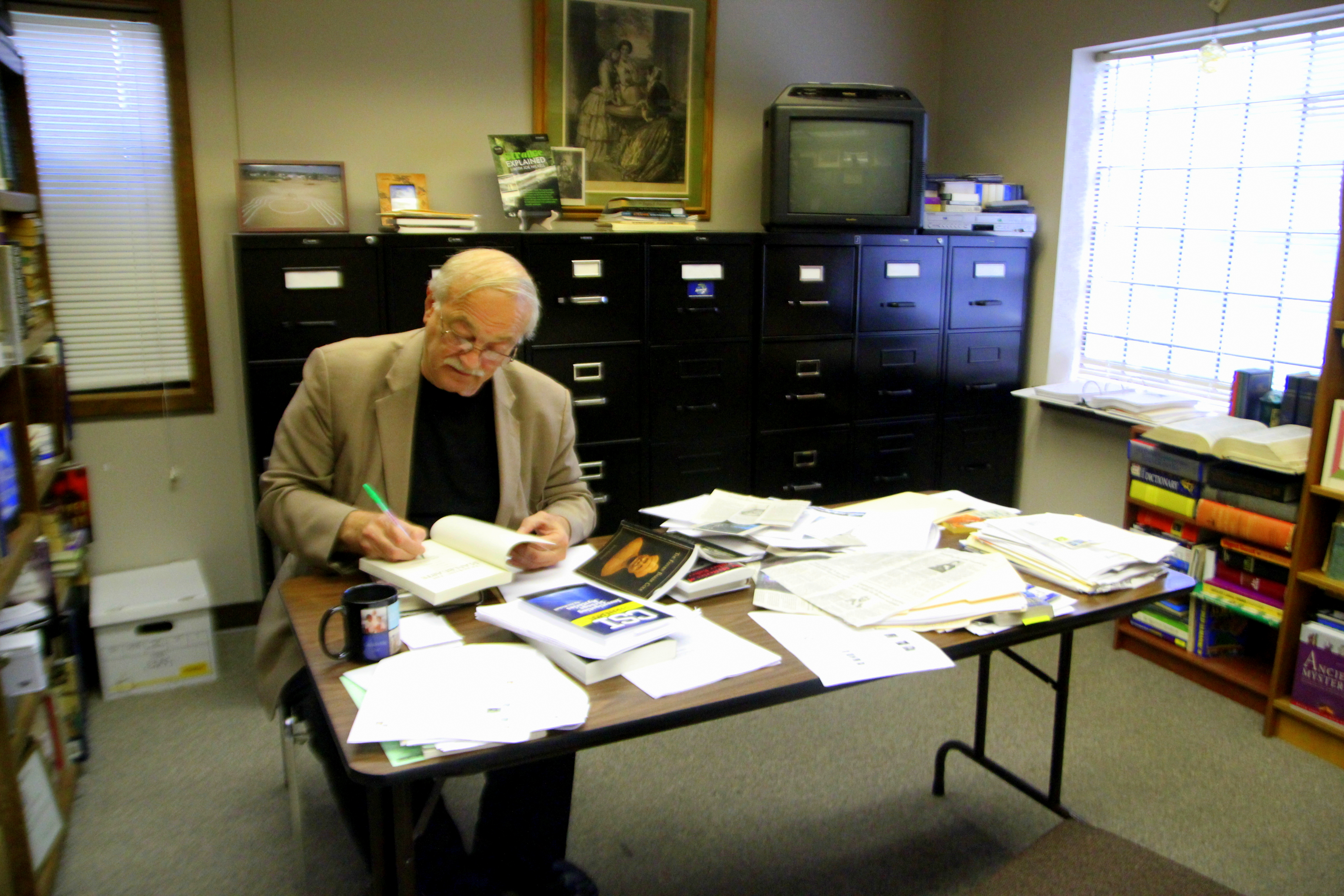
Joe Nickell in ufficio, Amherst, NY 2013

Il Center for Inquiry valuta e investiga le affermazioni paranormali attraverso Committee for Skeptical Inquiry(CSI), editore della rivista Skeptical Inquirer. Le affermazioni paranormali sono tutti quei fenomeni che sfuggono ad una spiegazione scientifica come ad esempio fenomeni parapsichici, fantasmi, comunicare con i morti e presunti visite da extraterrestri. CFI esplora anche i confini delle scienze, cercando di separare la ricerca basata sulle prove scientifiche dalle pseudoscienze.
CSICOP assieme al mago e noto scettico James Randi, querelato da Uri Geller, nota personalità televisiva negli anni 90 per delle affermazioni fatte all'International Herald Tribune. Il caso che è durato anno si è concluso nel 1995, con Geller condannato a pagarne i costi e altre spese.

### Independent Investigations Group

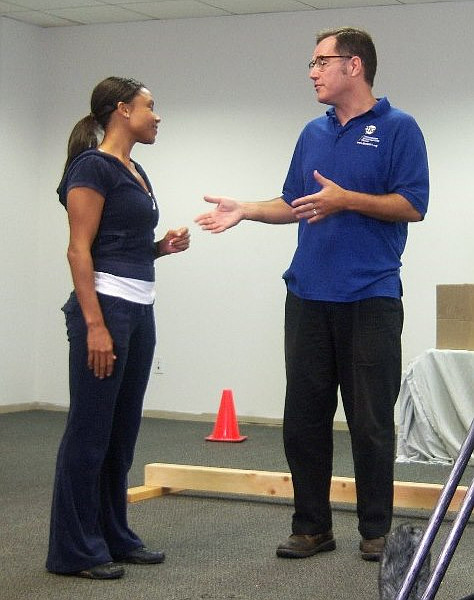
IIG test dei braccialetti "Power Balance"

L'Independent Investigations Group, (IIG) è un gruppo di volontari di CFI Los Angeles che ha deciso di eseguire delle prove sperimentali delle affermazioni pseudoscientifiche.  IIG offre un premio in denaro (nel 2014 ammonta a $100000 USA) per la dimostrazione di effetti paranormali.  Gli IIG Awards (noti come “Iggies”) vengono presentate per “pensiero critico e scientifico nei media principali”. IIG ha investigato, tra le altre cose, i braccialetti Power Balance, gli investigatori privati psichici e un 'cane delle meraviglie telepatico'.

## Religione, etica e la società
Il centro promuove l'investigazione critica delle fondamenta e degli effetti sociali delle religioni mondiali. Dal 1983, attraverso gli agganci con il Committee for Scientific Examination of Religion (Comitato per l'esame scientifico delle religioni), si è concentrato sui problemi del fondamentalismo nel cristianesimo e nell'islam, le alternative umanistiche all'etica religiosa e le fonti religiose di violenza politica. Ha partecipato alle proteste contro la persecuzione religiosa nel mondo e si oppone al privilegio religioso, come ad esempio gli sgravi fiscali di cui gode il clero delle leggi fiscali americane.
CFI sostiene attivamente interessi laici come il sistema statale laico scolastico. Organizza conferenze, come  Women in Secularism(Donne nel secolarismo) e una conferenza focalizzata sul libero pensatore Robert Ingersoll.  CFI ha fornito spazi per incontri e conferenze ad altre organizzazioni scettiche, ad esempio ad una conferenza dedicata alla giustizia sociale degli atei di colore.
CFI realizza dei corsi delle attività di supporto sull'ateismo, come ad esempio l'invio di libri sul pensiero libero a prigionieri attraverso il suo Progetto di libri sul pensiero libero.
CFI incoraggia attivamente la libertà di parola, e promuove il governo laico. CFI è contro la religione istituzionale all'interno delle forze armate.
È la casa madre dell'associazione affiliata, Council for Secular Humanism, editore di Free Inquiry magazine, un giornale bi-mensile per la discussione del pensiero improntato all'umanesimo secolare.

## Pubblicazioni

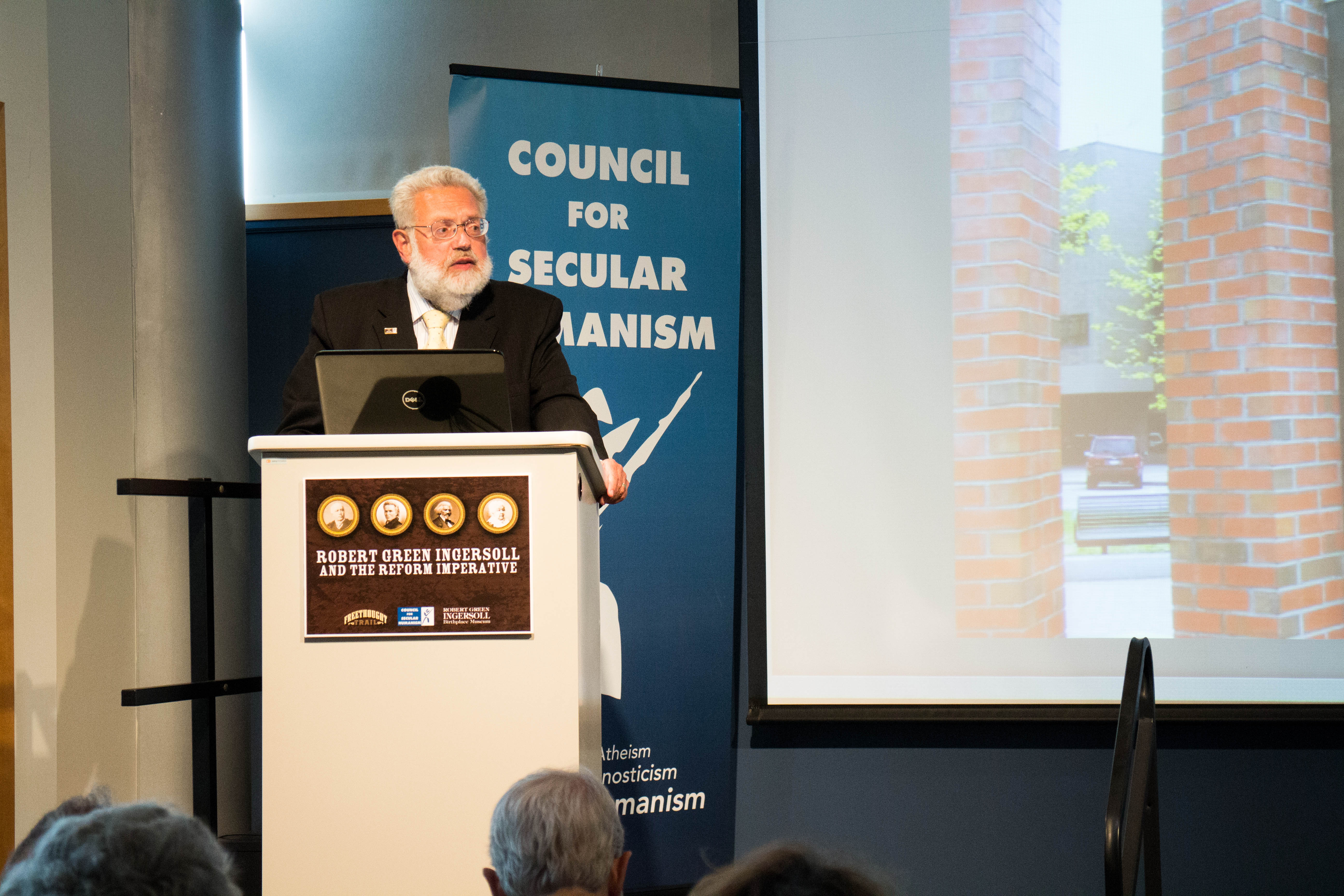
Tom Flynn durante una presentazione di Freethought Trail

I risultati della ricerca e delle attività supportate dal centro e delle sue affiliate sono pubblicati e distribuiti al pubblico in 17 pubblicazioni nazionali e internazionali separate, journal e newsletter. Tra di loro si contano Free Inquiry e Secular Humanist Bulletin di Center for Secular Humanism, Skeptical Inquirerdi CSI e American Rationalist di CFI.
CFI produce una trasmissione radiofonica e podcast settimanale chiamata Point of Inquiry dal 2005. Le puntate sono disponibili gratuitamente da iTunes. Da giugno 2017 Paul Fidalgo è il presentatore di Point of Inquiry. Alcuni ospiti famosi sono Steven Pinker, Neil deGrasse Tyson e Richard Dawkins.

## Progetti e programmi

### Center For Inquiry On Campus

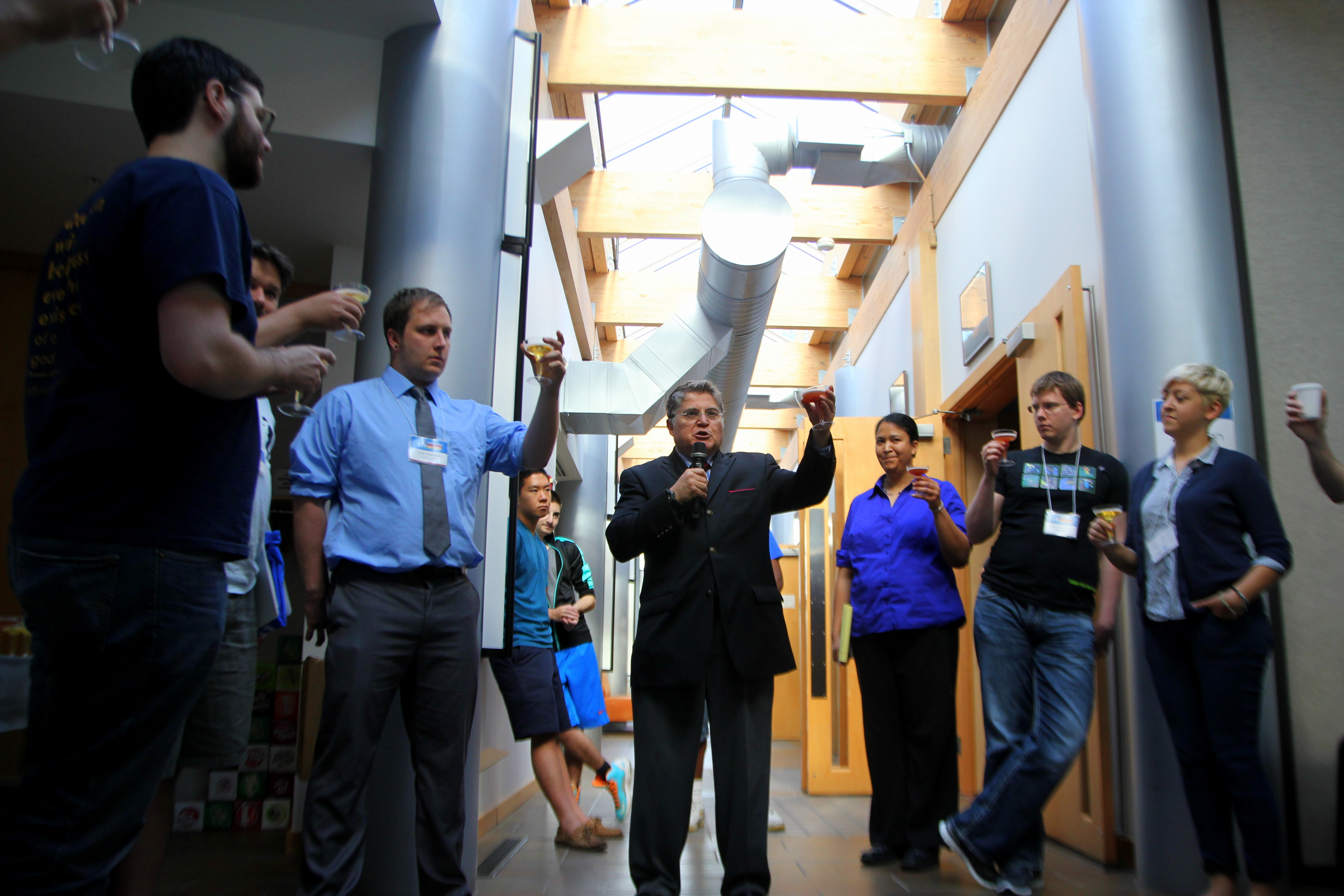
Conferenza degli studenti CFI 2013 - Amherst, NY. Center, Eddie Tabash un direttore di CFI

CFI On Campus(CFI nei campus) (in origine Campus Freethought Alliance) è un programma lanciato dal Council for Secular Humanism nel 1996; è stato ideato da Derek Araujo e altri per contattare (reach out) a studenti delle scuole superiori e universitari. CFI on Campus fornisce fondi, letteratura e altre risorse educative e promozionali a gruppi studenteschi affiliati, e infine sostiene oltre 200 gruppi su campus in tutto il mondo.
Debbi Goddard dirige CFI on Campus ed è anche il direttore di African Americans for Humanism. CFI on Campus ha un staff di organizzatori che assistono i gruppi CFI studenteschi a centrare i propri obiettivi nelle rispettive scuole.

### Skeptic's Toolbox

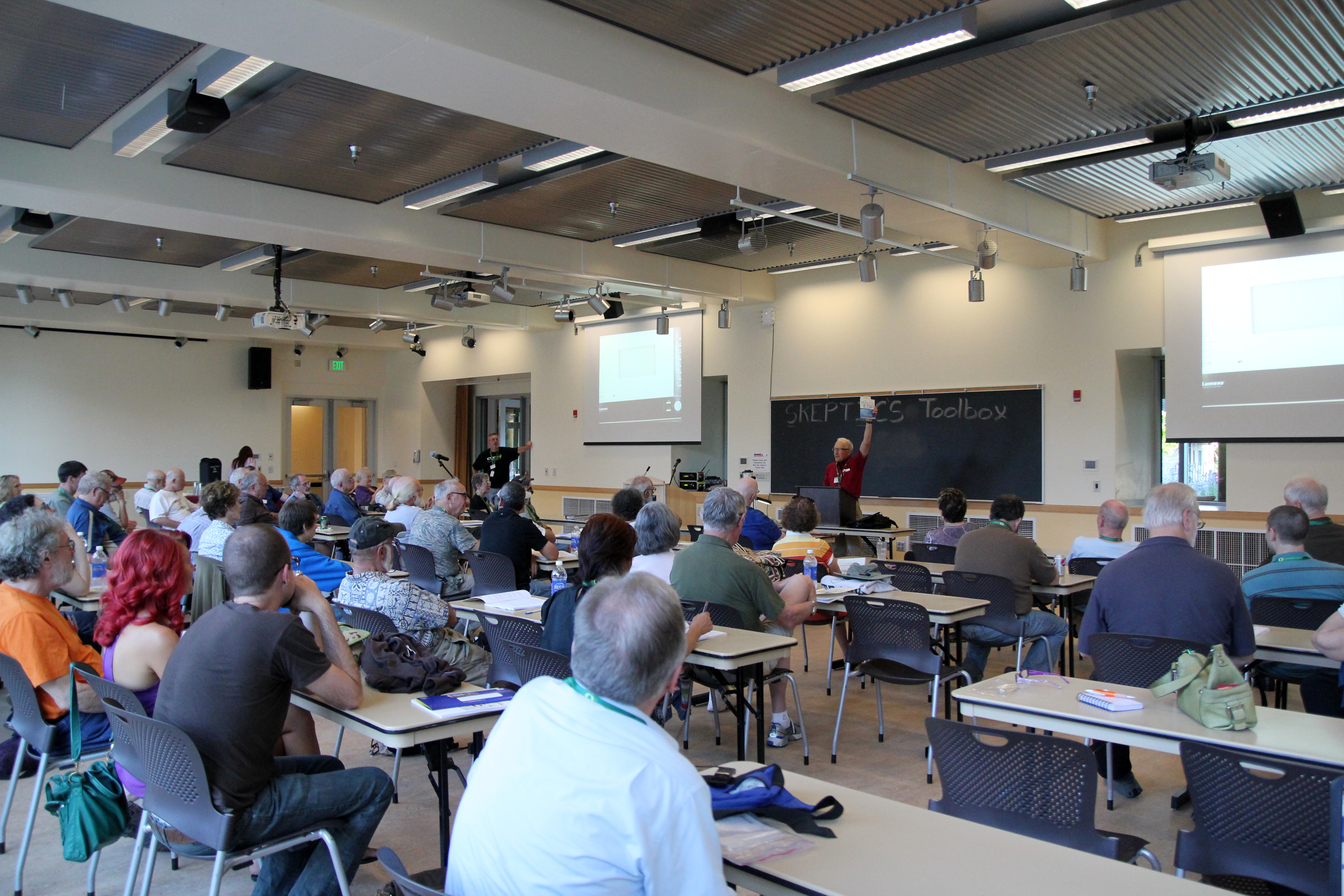
Ray Hyman durante una lezione a Skeptic's Toolbox 2012

Skeptic's toolbox (Cassetta degli attrezzi degli scettici) è un workshop annuale di quattro giorni all'Università dell'Oregon, Eugene patrocinato da CFI e indirizzato allo scetticismo scientifico. Il workshop annuale che si svolge il mese di agosto dal 1992, è stato ideato da psicologo e professore dell'Università dell'Oregon in pensione, Ray Hyman. L'obiettivo del workshop è quello di insegnare alle persone di migliorare il loro pensiero critico, concentrandosi su un tema principale. I partecipanti sono divisi in gruppi ai quali vengono date delle attività da svolgere insieme; l'ultimo giorno vengono presentati i risultati a tutti i partecipanti.

### Biblioteche CFI

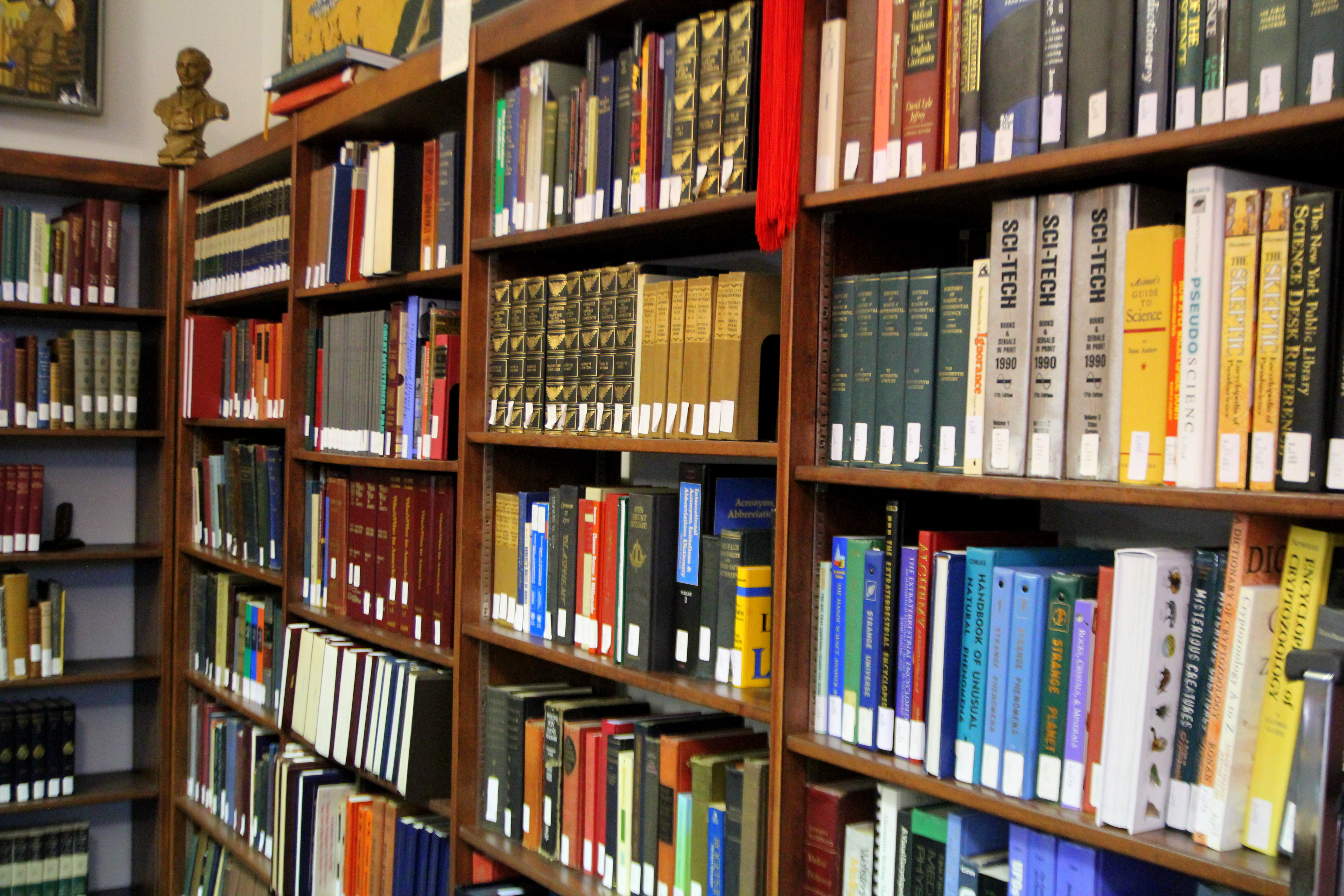
Biblioteca CFI

La biblioteca Center for Inquiry è stata aperta il 9 giugno 1995 in Amherst da Steve Allen, Leon Jaroff, Herbert Hauptman, Stan Lundine e Kendrick Frazier. 
La biblioteca CFI è un consorzio di quattro biblioteche gestite da CFI. In totale ci sono circa 700 000 volumi di opere specializzate nelle scienze, nello scetticismo metodologico, nel pensiero libero, nell'umanesimo, e nel naturalismo filosofico americano e include una collezione dei liberi di Martin Gardner, i manoscritti di Steve Allen e altre edizioni speciali.

### Secular Rescue
CFI ha un fondo d'emergenza, Secular Rescue precedentemente chiamato Freethought Emergency fund. Secular Rescue fornisce aiuti ad attivisti del pensiero libero le cui vite sono sotto minaccia da radicali islamici collegati ad Al Qaeda.

### Office of Public Policy
L'Office of Public Policy (OPP) è il braccio politico di CFI che si trova a Washington D.C. Il mandato dell'OPP è quello di fare da lobby per le questioni legati alla scienza e al laicismo nel Congresso e all'Amministrazione. Questo include difendere la separazione tra la chiesa e lo stato, la promozione della scienza e della ragione come le fondamenta della politica pubblica, e la progressione di valori laici.
L'OPP divulga delle dichiarazioni di presa di posizione su argomenti di generale interesse. Degli esempi sono l'agopuntura, il cambiamento climatico, la contraccezione e il disegno intelligente. L'ufficio partecipa attivamente in questioni legali, fornendo esperti per le testimonianze in Congresso e alla Corte Suprema degli Stati Uniti. Pubblica un elenco di proposte di legge che stanno attraversando il processo legislativo degli Stati Uniti che ritiene d'interesse.

## Centri CFI

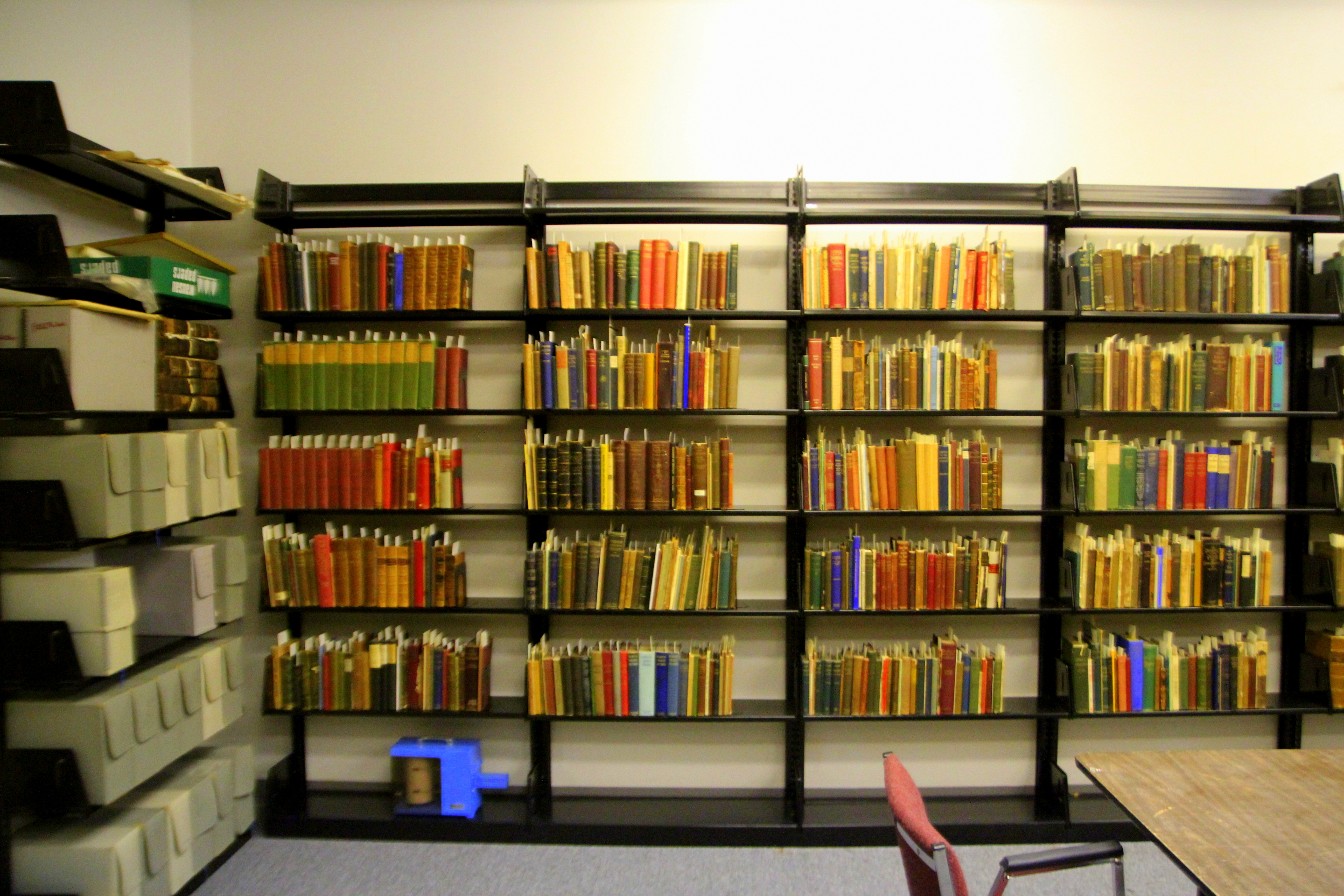
Sala dei libri rari CFI nella sede principale ad Amherst, NY

CFI è una organizzazione no profit registrata come organizzazione benefica negli Stati Uniti.  Ci sono 17 sedi CFI negli Stati Uniti e 16 sedi o affiliati internazionali.  Ci sono delle sedi CFI in Amherst, New York (sede principale), Los Angeles, New York, Baia di Tampa, Washington, Indiana, Austin, Chicago, San Francisco e Michigan.

### Attività internazionale
CFI ha sedi o affiliati in tutto il mondo. Organizza le sue attività internazionali attraverso Center For Inquiry Transnational. In aggiunta, CFI gode dello status consultivo alle Nazioni Unite da ONG sotto il Consiglio economico e sociale delle Nazioni Unite. CFI partecipa a dibatti nel Consiglio per i diritti umani delle Nazioni Unite, ad esempio il dibattito sulle mutilazioni genitali femminili nel 2014.

### Programmi di Scambio Universitario
CFI Mosca gestisce un programma di scambio: studenti e accademici russi vistano la sede principale CFI in Amherst e partecipano in un programma estivo tutti gli anni. Ci sono altri programmi internazionali in Germania (Rossdorf), Francia (Nizza), Spagna (Bilbao), Polonia (Varsavia), Nigeria (Ibadan), Uganda (Kampala), Kenya (Nairobi), Nepal (Kathmandu), India (Pune) (Hyderabad), Egitto (Cairo), Cina (Pechino), Nuova Zelanda (Auckland), Peru (Lima), Argentina (Buenos Aires), Senegal (Dakar), Zambia (Lusaka), and Bangladesh (Dacca).

## Organizzazioni affiliate
- Centre for Inquiry Canada
- Centre for Inquiry UK[60][61]
- Committee for Skeptical Inquiry (CSI)
- Committee for the Scientific Examination of Religion (CSER)
- Commission for Scientific Medicine and Mental Health Practice (CSMMH)[62]
- Institute for the Secularisation of Islamic Society (ISIS)